# Ship of Fools
Ship of Fools is een Amerikaanse dramafilm uit 1965 onder regie van Stanley Kramer. Het scenario is gebaseerd op de gelijknamige roman uit 1962 van de Amerikaanse auteur Katherine Anne Porter. 

## Verhaal
Een oceaanstomer vaart in 1937 van Veracruz naar Bremerhaven. De schepelingen vormen een bont internationaal gezelschap. In Cuba gaan er 600 plantagearbeiders aan boord, die zullen worden gedeporteerd naar Spanje. De scheepsarts wordt verliefd op een gravin met een morfineverslaving. Daarnaast bevinden er zich aan boord onder meer een antisemitische Duitse uitgever, een Joodse koopman en een honkbalspeler op zijn retour. De kapitein wil zich zoveel mogelijk afzijdig houden, maar hij wordt almaar betrokken bij de geschillen tussen de passagiers.

## Rolverdeling
| Acteur                | Personage            |
| --------------------- | -------------------- |
| Vivien Leigh          | Mary Treadwell       |
| Simone Signoret       | Gravin               |
| José Ferrer           | Siegfried Rieber     |
| Lee Marvin            | Bill Tenny           |
| Oskar Werner          | Dr. Wilhelm Schumann |
| Elizabeth Ashley      | Jenny                |
| George Segal          | David                |
| José Greco            | Pepe                 |
| Michael Dunn          | Karl Glocken         |
| Charles Korvin        | Kapitein Thiele      |
| Heinz Rühmann         | Julius Lowenthal     |
| Lilia Skala           | Mevrouw Hutten       |
| BarBara Luna          | Amparo               |
| Alf Kjellin           | Freytag              |
| Christiane Schmidtmer | Lizzi Spoekenkieker  |

## Prijzen en nominaties
| Jaar | Prijs  | Categorie                  | Genomineerde(n)               | Uitslag     |
| ---- | ------ | -------------------------- | ----------------------------- | ----------- |
| 1965 | Oscars | Beste camerawerk           | Ernest Laszlo                 | Gewonnen    |
| 1965 | Oscars | Beste productieontwerp     | Robert Clatworthy Joseph Kish | Gewonnen    |
| 1965 | Oscars | Beste mannelijke hoofdrol  | Oskar Werner                  | Genomineerd |
| 1965 | Oscars | Beste vrouwelijke hoofdrol | Simone Signoret               | Genomineerd |
| 1965 | Oscars | Beste mannelijke bijrol    | Michael Dunn                  | Genomineerd |

## Algemeen
De film kwam in Nederland uit onder de officieuze titel Het narrenschip, in de Caraïben onder de titel El nave del mal en in Wallonië La nef des fous. Ter promotie van de film in Europa werd een schip met een aantal acteurs uit de film en journalisten de Seine opgezonden, waarbij Signoret langs haar eigen woning voer. De ontvangst in Nederland was wisselend, De Telegraaf bestempelde het in oktober 1965 als meesterwerk; De Tijd had het over cliché-achtige verhoudingen en een film die slagzij maakte en het Algemeen Handelsblad was van mening dat Kramer verstrikt was geraakt in zijn eigen routines.  